# المتهم البريء (مسلسل كوري)
المتهم البريء (بالكورية: 피고인)؛ هو مسلسل تلفزيوني كوري جنوبي، من بطولة جي سونغ، أم كي جون، كوون يو ري ، أوه تشانغ سيوك وأوم هيون كيونغ. تم بثه على قناة إس بي إس من 23 يناير إلى 21 مارس 2017 يومي الاثنين والثلاثاء الساعة 22:00 بتوقيت (KST) لمدة 18 حلقة.

## القصة
تتحدث دراما “المُدعى عليه” عن “بارك جونج وو”، مدعي عام في مكتب الإدعاء العام في مقاطعة سيئول. يستيقظ يوماً ماً مداناً بسلسلة جرائم ويعاني من فقدان الذاكرة، لا يملك جونج وو أدنى فكرة عما زجه في السجن ويعاني لاستعادة ذاكرته وتبرئة اسمه.

## طاقم
- جي سونغ بدور المدعي العام بارك سونغ وو

هو مدعي عام في شرطة سيئول الوطنية، فجأة يستيقظ في سجن محكوم عليه بالإعدام لقتله زوجته وابنته ها يون، يحاول بارك الهرب من السجن بعد استعادة شيئًا من ذاكرته
- أوم كي جون بدور تشا مين هو

العدو والمتهم الرئيسي في وضع المتهم بارك في قضية قتل، أصبح يعرف لاحقًا باسم سون هو، بعد قتل شقيقة التوأم سون هو وانتحال اسمه.
- يوري بدور سيو يون هاي

محامية حقوق، تصبح بعد ذلك بجانب بارك وتساعدته في قضيته.
- هيون كيونغ أوم بدور نا يون هي

زوجتة سون هوه الاخ التوأم لمين هو، وهي تعرف حقيقة مين هو، لكنها تغض الطرف عن الحقيقة من أجل حماية أبنها الوحيد.
- أوه تشانغ سيوك بدور كانغ جون هيوك.

أفضل صديق لي جونغ وو وزميله المدعي العام في مكتب المدعي العام لمنطقة سيئول المركزية، على الرغم من أنه أفضل صديق لي جونغ وو، إلا أنه يتعاون مع مين هو، الذي يعتقد أنه سون هو، ويسجن جونغ وو ليحل محله في معهد الأمم المتحدة للتدريب القضائي.

### أدوار هامة
- كيم مين سيوك في دور لي سونغ جيو.

وُلد لي سونغ جيو في 16 ديسمبر 1990، وهو مدان متهم بالاعتداء، وهو في نفس الغرفة بجانب جونغ وو، وهو يهتم كثيرا لامر جونغ وو. وله علاقة بقضية جونغ وو.
- جو جاي-يون بدور شين تشول سيك.

رفيق جونغ وو في السجن، تم سجنه من قبل جونغ وو لقتله رئيسه، فيما بعد تم الكشف عن أنه متهم زوراً بالجريمة، على الرغم من أنه في البداية كان مترددًا وبعيدًا عن مساعدة جونغ وو، قرر لاحقًا مساعدته حتى يتمكن جونغ وو من تبرئة اسمه في المقابل.
- سون يو ايون في دور يون جي سوو، زوجة جونغ وو. التي : قتلت وتم اتهام جونغ وو بقتلها.[7]

- شين رين آه في دور بارك ها يون، ابنة جونغ وو. والتي يتعقد انها قتلت.[3]

## الاستقبال
حقق المسلسل نجاحا تجاريا وتصدر القوائم الشعبية في كوريا الجنوبية، وتلقى الكثير من الثناء على السرد القصة والاخراج القوي، والاداء التمثيلي المتميز من قبل الشخصيات الرئيسية جي سونغ وأوم كي جون.
ملاحظة : هذه القائمة تشمل فقط منطقة العاصمة سيئول، بمعنى ان المشاهدات على مستوى الدولة قد تصل إلى 5 ملايين مشاهدة.
| الموسم | الموسم | رقم الحلقة | رقم الحلقة | رقم الحلقة | رقم الحلقة | رقم الحلقة | رقم الحلقة | رقم الحلقة | رقم الحلقة | رقم الحلقة | رقم الحلقة | رقم الحلقة | رقم الحلقة | رقم الحلقة | رقم الحلقة | رقم الحلقة | رقم الحلقة | رقم الحلقة | رقم الحلقة | المتوسط |
| الموسم | الموسم | 1          | 2          | 3          | 4          | 5          | 6          | 7          | 8          | 9          | 10         | 11         | 12         | 13         | 14         | 15         | 16         | 17         | 18         | المتوسط |
| ------ | ------ | ---------- | ---------- | ---------- | ---------- | ---------- | ---------- | ---------- | ---------- | ---------- | ---------- | ---------- | ---------- | ---------- | ---------- | ---------- | ---------- | ---------- | ---------- | ------- |
|        | 1      | 1.584      | 1.656      | 1.989      | 2.279      | 2.023      | 2.084      | 2.364      | 2.532      | 2.470      | 2.289      | 2.633      | 2.576      | 2.708      | 2.797      | 2.931      | 3.055      | 3.015      | 3.251      | غ/م     |

## المشاهدات
| الحلقة | تاريخ البث الأصلي       | تقييمات TNmS.     | تقييمات TNmS.  | تقييمات AGB Nielsen. | تقييمات AGB Nielsen. |
| الحلقة | تاريخ البث الأصلي       | على الصعيد الوطني | سيول           | على الصعيد الوطني    | سيول                 |
| ------ | ----------------------- | ----------------- | -------------- | -------------------- | -------------------- |
| 1      | 23 يناير 2017           | 11.9٪ (الخامس)    | 13.9٪ (الرابع) | 14.5٪ (الرابع)       | 16.3٪ (الرابع)       |
| 2      | 24 من كانون الثاني 2017 | 12.9٪ (الرابع)    | 15.1٪ (الرابع) | 14.9٪ (الرابع)       | 16.1٪ (الثالث)       |
| 3      | 30 من كانون الثاني 2017 | 12.8٪ (الرابع)    | 15.1٪ (الثالث) | 17.3٪ (الثالث)       | 18.2٪ (الثاني)       |
| 4      | 31 من كانون الثاني 2017 | 14.8٪ (الرابع)    | 17.8٪ (الثالث) | 18.7٪ (الثالث)       | 20.8٪ (الثاني)       |
| 5      | 6 فبراير 2017           | 14.2٪ (الرابع)    | 16.3٪ (الثالث) | 18.6٪ (الثالث)       | 19.6٪ (الثاني)       |
| 6      | 7 فبراير 2017           | 15.3٪ (الرابع)    | 18.5٪ (الثاني) | 18.6٪ (الثالث)       | 19.6٪ (الثاني)       |
| 7      | 13 فبراير 2017          | 15.8٪ (الرابع)    | 18.9٪ (الثالث) | 20.9٪ (الثالث)       | 22.4٪ (الأول)        |
| 8      | 14 فبراير 2017          | 16.6٪ (الرابع)    | 20.2٪ (الثاني) | 22.2٪ (الثاني)       | 23.8٪ (الثاني)       |
| 9      | 20 فبراير 2017          | 15.9٪ (الرابع)    | 20.0٪ (الثاني) | 21.4٪ (الثالث)       | 23.1٪ (الثاني)       |
| 10     | 21 فبراير 2017          | 16.8٪ (الرابع)    | 20.4٪ (الثاني) | 22.2٪ (الثاني)       | 23.4٪ (الثاني)       |
| 11     | 27 فبراير 2017          | 19.8٪ (الثالث)    | 22.7٪ (الثاني) | 23.3٪ (الثاني)       | 24.6٪ (الأول)        |
| 12     | 28 فبراير 2017          | 19.0٪ (الثالث)    | 22.1٪ (الأول)  | 22.9٪ (الثاني)       | 23.9٪ (الثاني)       |
| 13     | 6 مارس 2017             | 18.8٪ (الثالث)    | 22.2٪ (الثاني) | 23.7٪ (الثاني)       | 25.4٪ (الأول)        |
| 14     | 7 مارس 2017             | 20.1٪ (الثالث)    | 24.3٪ (الأول)  | 24.9٪ (الثاني)       | 26.1٪ (الأول)        |
| 15     | 13 مارس 2017            | 20.3٪ (الثالث)    | 23.5٪ (الثاني) | 25.6٪ (الثاني)       | 27.1٪ (الأول)        |
| 16     | 14 مارس 2017            | 21.3٪ (الثالث)    | 24.6٪ (الأول)  | 25.4٪ (الثاني)       | 27.1٪ (الأول)        |
| 17     | 20 مارس 2017            | 24.8٪ (الثاني)    | 29.0٪ (الأول)  | 27.0٪ (الثاني)       | 28.8٪ (الأول)        |
| 18     | 21 مارس 2017            | 26.6٪ (الثاني)    | 30.3٪ (الأول)  | 28.3٪ (الأول)        | 29.7٪ (الأول)        |
| معدل   | معدل                    | 17.65٪            | 20.83٪         | 21.69٪               | 23.11٪               |

## الجوائز والترشيحات
حصدت الدراما الكثير من الجوائز منها: الجائزة الكبرى لي بطلها جي سونغ (دايسانغ) وشخصية العام لي اوم كي جون ودراما العام في حفل جوائر إس بي إس دراما.
| عام  | جائزة                         | فئة                                                  | متلقي                      | نتيجة | المرجع.       |
| ---- | ----------------------------- | ---------------------------------------------------- | -------------------------- | ----- | ------------- |
| 2017 | جوائز الدراما الكورية العاشرة | أفضل موسيقى تصويرية أصلية                            | سون دونغ وون (يحلم الآن)   | رشح   | [ 13 ]        |
| 2017 | 1st جوائز سيول                | أفضل دراما                                           | المتهم البريء              | رشح   | [ 14 ] [ 15 ] |
| 2017 | 1st جوائز سيول                | افضل ممثل                                            | جي سونغ                    |       | [ 14 ] [ 15 ] |
| 2017 | 1st جوائز سيول                | أفضل ممثلة مساعدة                                    | سيو جيونج يون              | رشح   | [ 14 ] [ 15 ] |
| 2017 | 1st جوائز سيول                | أفضل ممثل جديد                                       | كيم مين سيوك               | فوز   | [ 14 ] [ 15 ] |
| 2017 | جوائز اس بي اس دراما          | الجائزة الكبرى (دايسانغ)                             | جي سونغ                    | فوز   | [ 16 ]        |
| 2017 | جوائز اس بي اس دراما          | دراما العام                                          | المتهم البريء              | فوز   | [ 16 ]        |
| 2017 | جوائز اس بي اس دراما          | شخصية العام                                          | أوم كي جون                 | فوز   | [ 16 ]        |
| 2017 | جوائز اس بي اس دراما          | جائزة التميز الأعلى، ممثل في دراما الإثنين والثلاثاء | جي سونغ                    | رشح   | [ 16 ]        |
| 2017 | جوائز اس بي اس دراما          | جائزة التميز الأعلى، ممثل في دراما الإثنين والثلاثاء | أوم كي جون                 | رشح   | [ 16 ]        |
| 2017 | جوائز اس بي اس دراما          | جائزة التميز، ممثل في دراما الإثنين والثلاثاء        | كيم مين سيوك               | رشح   | [ 16 ]        |
| 2017 | جوائز اس بي اس دراما          | جائزة التميز ممثلة في دراما الاثنين - الثلاثاء       | كوون يوري                  | رشح   | [ 16 ]        |
| 2017 | جوائز اس بي اس دراما          | أفضل ممثل مساعد                                      | جو جاي يون                 | رشح   | [ 16 ]        |
| 2017 | جوائز اس بي اس دراما          | أفضل ممثل مساعد                                      | أوه داي هوان               | رشح   | [ 16 ]        |
| 2017 | جوائز اس بي اس دراما          | جائزة التمثيل الشبابي                                | شين رين آه                 | رشح   | [ 16 ]        |
| 2017 | جوائز جريمي ال30              | افضل ممثل                                            | جي سونغ                    | فوز   | [ 17 ]        |
| 2017 | جوائز جريمي ال30              | أفضل دراما                                           | جونغ مين جيون، سونغ يو هون |       | [ 17 ]        |

## الإنتاج
تمت القراءة الأولى للسيناريو في 18 نوفمبر 2016 في SBS Studio في إيلسان، كوريا الجنوبية، إخراج الدراما بواسطة جو يونغ كوانغ ومن تأليف تشوي سوجين وتشوي تشانغ هوان.

## البث الدولي
- ماليزيا,  سنغافورة,  بروناي,  إندونيسيا,  كمبوديا: Sony ONE[19]
- سنغافورة: في يو[20]
- ماليزيا: إن تي في 7
- الفلبين: شبكة جي ام إيه
- سريلانكا: آي فليكس[21]
- غانا: جوي برايم
- أذربيجان: Dalğa TV
- أوزبكستان: Yoshlar TV

## روابط خارجية
- الموقع الرسمي
 باللغة الكورية
- المتهم البريء على هانسينما
- المتهم البريء على موقع IMDb (الإنجليزية)
- المتهم البريء على موقع كينوبويسك (الروسية)
- المتهم البريء على موقع قاعدة بيانات الفيلم (الإنجليزية)